# Rasphus
Ett rasphus var, fram till 1800-talets mitt, en benämning på arbetsanstalter för män som syftar på tillverkning av färgämnet brasilin av bresiljeträ för infärgning av garn. För att kunna utvinna brasilinet måste träet först finfördelas med rasp, vilket är en osund och ansträngande uppgift.

## Amsterdam
Het Rasphuis var ett tukthus i Amsterdam åren 1596−1825, avsett för unga manliga brottslingar och tiggare, som utgick från nymodiga kriminalvårdsteorier från bland andra Dirck Coornhert. I tukthuset prioriterades uppfostran i rehabiliterande syfte: Pliktkänsla och ordningssinne skulle ingjutas i de unga internerna. Skam ingick i rehabiliteringen såsom det första steget: Rasphusfångarna kunde ses i arbete ute i staden. Och allmänheten kunde besöka rasphuset mot entréavgift. 
Den nya tanken var att denna kombination av skam och uppfostran skulle ge bättre resultat än offentligt spöstraff.
Avsikten med tukthusen motverkades dock när lockelsen att utnyttja internerna som billig arbetskraft blev oemotståndlig. Och alltfler vuxna, icke rehabiliterbara män, blev dömda till rasphuset.

## Stockholm

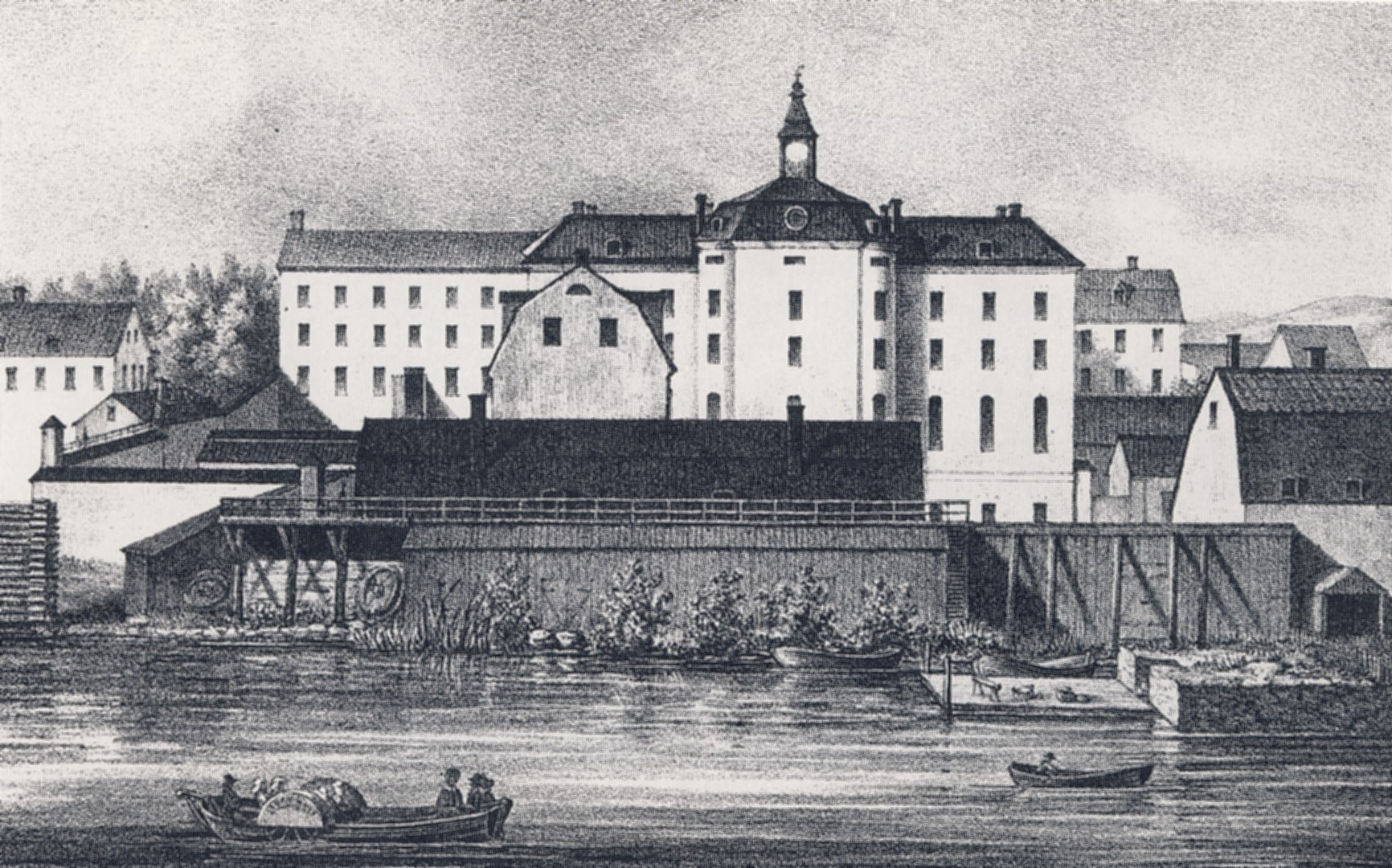
Vy över Långholmens rasp- och spinnhus på 1850-talet.

I Stockholm inrättades år 1698 spinnhus och rasphus. Syftet var att få bort tiggare och lösdrivare från gatorna och på samma gång ge dem en meningsfull sysselsättning. Förebild var rasp- och spinnhus som inrättats i Nederländerna. 
Anstaltshjonen i Stockholm ansvarade, utöver raspningen, för renhållningen i huvudstaden och från tid till annan för andra tunga arbetsuppgifter. I Stockholm lades Långholmens rasp- och spinnhus ned 1825.

## Köpenhamn
På Tugt- og Børnehuset i Köpenhamn fanns ett rasphus åren 1742−1850 avsett för dömda fängelsefångar − först för arbetsföra fångar, senare för särskilt farliga fångar.

### Fotnoter
1. ↑  Carl Grimberg (1913–1924). ”Svenskt folkkynne under stormaktstidens dagar”. Svenska folkets underbara öden. P. A. Norstedt & Söners Förlag. sid. 54–55. https://runeberg.org/sfubon/4/0056.html.  ”[...] särskilt inrotade sig i huvudstaden ett »straffbart tiggeri, i det månge vanartige så kvinns- som manspersoner, oansett de till lemmar friske äro, endast av lättja och självsvåld slå sig till tiggeri och under sken av fattigdom skyla sitt okynne samt allehanda laster». För att äntligen få dem till något arbete, varmed »slike vanartige, friske och före tiggare dels måge späkas, dels ock förtjäna sitt uppehälle», fann Kungl. Maj:t år 1698 i nåder för gott att i Stockholm låta inrätta ett rasphus för manliga lösdrivare och ett spinnhus för lösa kvinnor. I rasphuset skulle »såväl ovanbemälte vanartige tiggare som andre osedige barn och tjänstpojkar, de där, på föregående åtvarningar, ingen bättring vilja låta påskina, straffas med arbete [...]”
2. ↑  ”Rasp-hus”. Nordisk familjebok. 1876–1899. https://runeberg.org/nfam/0377.html.  ”Hjonen skulle äfven utföra andra arbeten, såsom »stampa tegelmjöl, hugga sandsten och stampa bark» samt bestrida renhållningen i hufvudstaden.”
3. ↑   ”Raspehuset”. Nordisk familjebok, Uggleupplagan. 1915. https://runeberg.org/nfcb/0545.html.